# Rubus apogaeus
Rubus apogaeus är en rosväxtart som beskrevs av Liberty Hyde Bailey. Rubus apogaeus ingår i släktet rubusar, och familjen rosväxter. Inga underarter finns listade i Catalogue of Life.